# دان دونوفان (موسيقي)
دان دونوفان (بالإنجليزية: Dan Donovan)‏ هو موسيقي بريطاني، ولد في 10 أغسطس 1962.

## وصلات خارجية
- دان دونوفان على موقع IMDb (الإنجليزية)
- دان دونوفان على موقع ميوزك برينز (الإنجليزية)
- دان دونوفان على موقع ديسكوغز (الإنجليزية)